# پائولو فیلهو
پائولو فیلهو (انگلیسی: Paulo Filho) ورزشکار هنرهای رزمی ترکیبی و جودوکار اهل برزیل است. وی بین سال‌های ۲۰۰۰ تا ۲۰۱۴ میلادی فعالیت می‌کرد.